# Drei Chinesen mit dem Kontrabass
Drei Chinesen mit dem Kontrabass (in italiano Tre cinesi con il contrabbasso) è una nota filastrocca nonsense scritta in lingua tedesca; infatti la canzone, a partire dal XX secolo è molto conosciuta dai popoli germanofoni.
Drei Chinesen mit dem Kontrabass racconta di tre cinesi aventi l'abilità di suonare bene il contrabbasso; questi ultimi tuttavia, dopo essersi seduti su una strada, vengono fermati da un poliziotto curioso di sapere cosa stia succedendo. La filastrocca presenta la tipica struttura di ogni nonsense: infatti il primo verso presenta i personaggi (in questo caso i tre cinesi) mentre l'ultimo riprende il primo (infatti il primo e il quarto verso sono uguali).
Sulla filastrocca è stato perfino basato un gioco: esso propone di ripetere il nonsense sostituendo tutte le vocali con uno degli otto monottonghi presenti nella lingua tedesca.

## Melodia
Di seguito la melodia più utilizzata per la riproduzione della filastrocca:
Tuttavia nella Svizzera tedesca ed in alcune parti della Germania e dell'Austria la filastrocca viene cantata in un modo lievemente differente dall'originario.

## Testo e regole del gioco
Di seguito il testo originario della filastrocca:
Sulla filastrocca è stato perfino basato un gioco. Esso propone di ripetere la poesia sostituendo ogni vocale con uno degli otto monottonghi presenti nella lingua tedesca (A, E, I, O, U, Ä, Ö ed Ü) oppure perfino con un dittongo.
Chi commette un errore, vale a dire chi si dimentica di sostituire una vocale, deve ripetere secondo la convenzione un verso, l'intero brano oppure viene eliminato.
In base a tali norme, la filastrocca può essere cantata in questo modo:
In un modo simile a questa poesia esiste un gioco basato sulla celebre filastrocca Garibaldi fu ferito, fu ferito ad una gamba in cui bisogna sostituire ogni vocale con uno dei cinque monottonghi italiani (A, E, I, O ed U).